# Spiralschneider
Spiralschneider sind Küchengeräte, mit denen feste Gemüse wie Karotte, Zucchini, Rettich und Radieschen spiralförmig in lange, dünne Bänder geschnitten werden können. Diese Bänder können – zum Beispiel rosenblütenförmig aufgewickelt – zum dekorativen Garnieren von Tellern und Buffets genutzt oder kurz gekocht als „Gemüsenudeln“ serviert werden. 

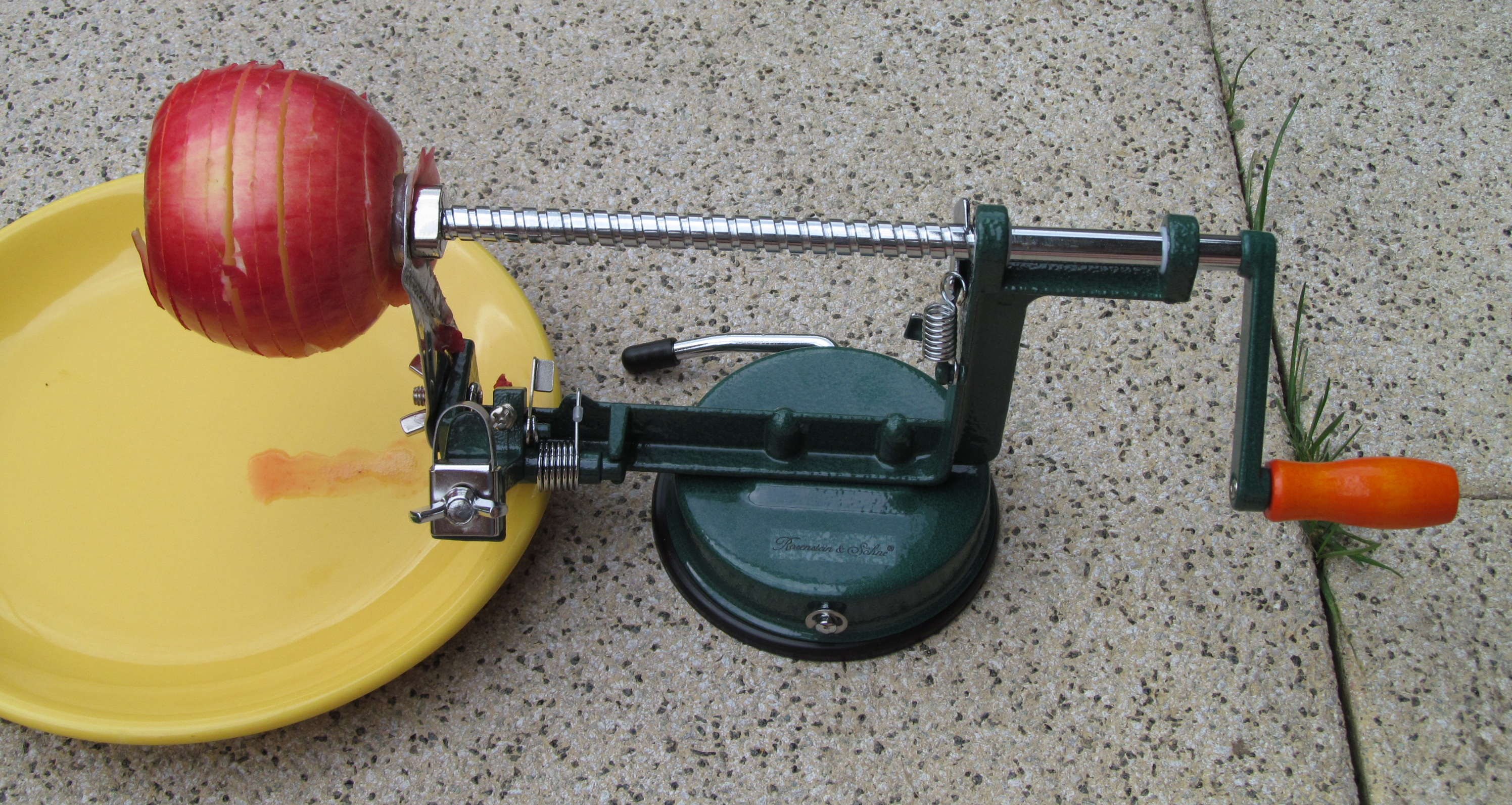
Apfelspiralschäler

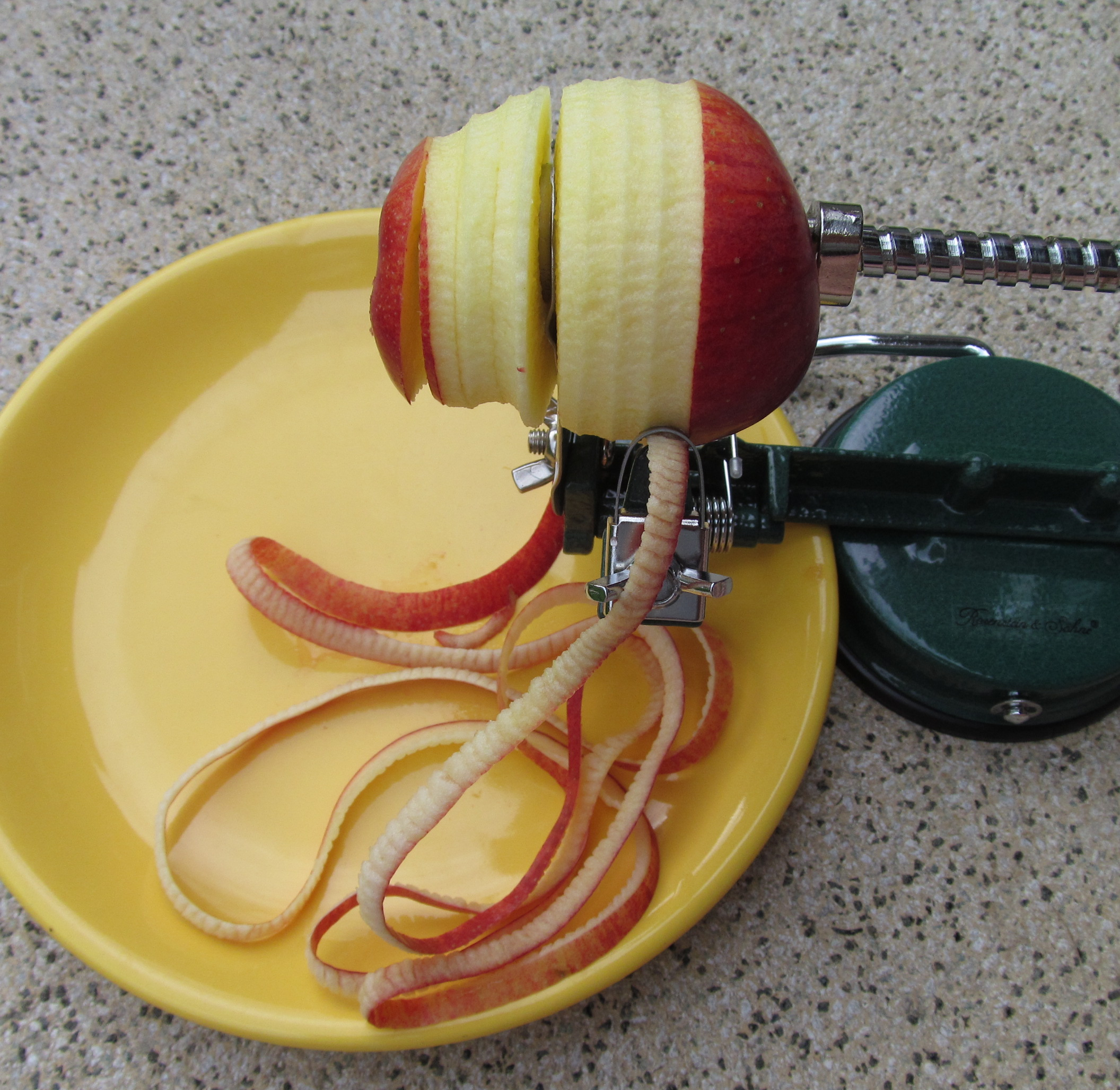
Apfel an Spiralschäler

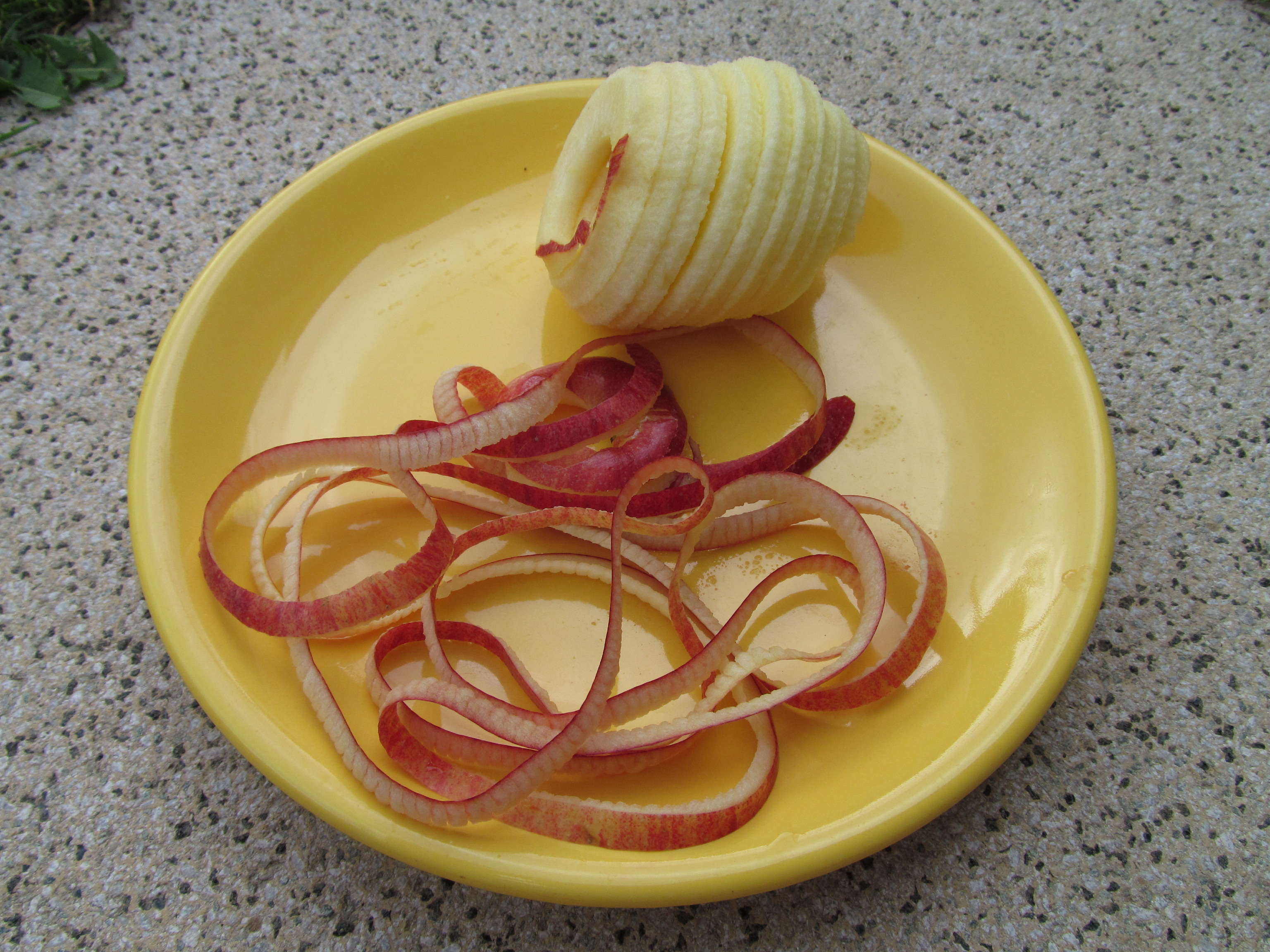
Geschälter Apfel in Spiralen

## Funktion
Spiralschneider gibt es in zwei verschiedenen Versionen. 
Modelle, die nicht über eine Kurbel verfügen, arbeiten dabei ähnlich wie ein Bleistiftspitzer, wie zum Beispiel der so genannte Spirelli. An einem konischen Gehäuse befindet sich ein Längsschlitz mit einer leicht nach innen geneigten Klinge. Wird zum Beispiel eine Karotte in den Spiralschneider gesteckt und gedreht, hobelt er „endlose“ Streifen ab und führt sie durch den Schlitz nach außen.

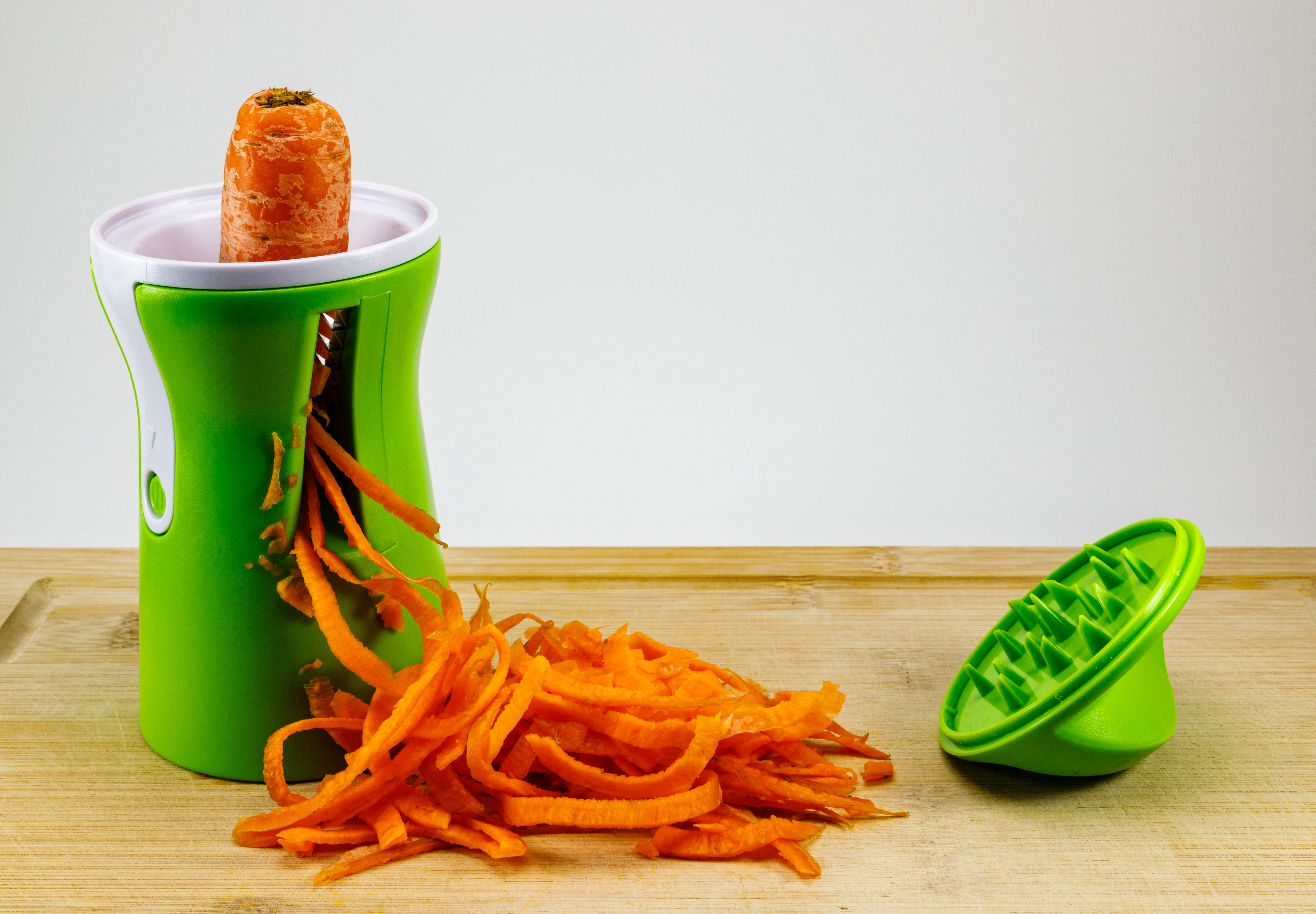

Modelle, welche mit einer Kurbel ausgestattet sind, ermöglichen eine einfachere und angenehmere Bedienung. Im Prinzip arbeiten diese Versionen wie Drehbänke oder Apfelschäler und ermöglichen auch das Bearbeiten größerer Gemüse wie Kartoffel und Kohlrabi. Sie werden auf einer drehbaren Scheibe fixiert und mittels einer Handkurbel rotierend an feststehenden Klingen entlanggeführt, wobei – je nach Klinge – ebenfalls dünne Bänder oder auch nudelartige Streifen entstehen. 